# 内藤花苗
内藤 花苗（ないとう かなえ、1975年3月17日 - ）は、日本の元AV女優。

## 略歴・人物
岡山県出身。見た目の幼さや華奢な体型から、主にロリータ系や女子高生モノの作品に出演していた。
『内藤かなえ』『内藤早苗』の名義でも活動。

## 出演作品

### アダルトビデオ
撮りおろし作品
- ブレイク・キッズ 8　（2001年6月13日、桃太郎映像出版）
- アイコンしよう　（2002年1月1日、h.m.p）…オムニバス作品 他出演:遠藤友香、高野まりえ、坂口華奈、相沢いずみ
- 中出しファイヤー　（2002年1月22日、ニュース）
- 天使の微笑み　（2002年3月1日、メディアバンク）
- ひとりHマニュアル 絶頂版　（2002年3月9日、SODクリエイト）…オムニバス作品 他出演:梶原まゆ、細川真紀、三上さち、松葉まどか、竹下未来、中山愛里、飛鳥みどり、浜野美砂
- 少女輪姦　（2002年4月、トランスコーポレーション）
- 幼淫悪戯　（2002年5月31日、グローリークエスト）
- Pink Cat 55　（2002年6月、Pink Cat）
- HIGH SCHOOL FUCK　（2002年8月8日、アイデアポケット）…オムニバス作品 他出演:臼井利奈、早乙女つくし、星川いづみ
- ハメハメ淫語すぺしゃる 2　（2002年8月23日、ワイルドサイド）
- マニアの撮録 微少女　（2002年8月25日、パジェント）
- 淫モラルブルマー悪戯 2　（2002年10月25日、笠倉出版社）…オムニバス作品 他出演:楠木さやか、新堂真美
- 調教人形　（2002年11月1日、トランスコーポレーション）…「内藤かなえ」名義
- ときめき女子校生　（2002年11月20日、宇宙企画）…「内藤かなえ」名義 オムニバス作品 他出演:双葉このみ、一色志乃
- 美少女 緊縛スペルマ拷問 5　（2002年12月4日、アロマ企画）
- 潮吹き女子校生　（2002年12月15日、メディアステーション）…「内藤かなえ」名義 オムニバス作品 他出演:双葉このみ、桜井沙也加
- BLACK GANG BANG　（2003年1月15日、アイデアポケット）…共演:恵美梨
- DOUBLE EYE VOL.04　（2003年2月19日、ドリームチケット）…共演:由月理帆
- 東京おしゃれガールズ FILE.1　（2003年2月20日、わんわん丸）…オムニバス作品 他出演:飯塚マナ
- 少女淫交白書 H5 無垢な少女を汚す興奮 chapter2　（2003年4月4日、タカラ映像）…オムニバス作品 他出演:笠木忍、岬じゅん、酒井里美、手塚美紗
- 留守番ロリま◎こ VOL.3　（2003年4月19日、ナチュラルハイ）…共演:平井まりあ、明乃夕奈

総集編・再編集作品
- コスプレ THE BEST　（2002年11月29日、笠倉出版社）
- 幼淫悪戯 総集編 PART6　（2002年12月27日、グローリークエスト）
- いじめ女子校生 SEIFUKU ALBUM　（2003年1月20日、ホットエンターテイメント）
- AVアイドルおしゃぶり14連発　（2003年2月21日、笠倉出版社）
- 48人のカリスマエンジェル　（2003年5月15日、宇宙企画）
- おなにーLIVE & いたずらLIVE 120分　（2003年5月20日、ホットエンターテイメント）
- BEST HIT 2003年 ドリームチケット 上半期総集編　（2003年7月3日、ドリームチケット）
- 自慰 [THE ONANIE] 4時間 100人　（2003年7月15日、ホットエンターテイメント）
- 留守番ロリま◎こ パイパン集　（2003年9月5日、ナチュラルハイ）
- まるごと ぜ～んぶ女子校生4時間　（2003年9月26日、メディアステーション）…他出演:平井まりあ、小野茜、萩原さやか、桜井沙也加、小泉ゆり、双葉このみ、白鳥ゆうか、水野あい、望月るあ、黒木あみ、春野さくら
- LOVERS レズ特選　（2003年11月6日、ナチュラルハイ）
- HSFDX1 HIGH SCHOOL FUCK DX1　（2003年11月8日、アイデアポケット）
- グローリークエスト5周年記念 BEST COLLECTION Vol.4　（2003年12月9日、グローリークエスト）
- 美少女ぶっかけスペルマ主義4 ザーメンぶっかけ総集編　（2003年12月19日、アロマ企画）
- BLACK GANG BANG REMIXED DX Vol.02　（2004年1月10日、アイデアポケット）
- ブルマックス くい込み4時間　（2004年2月27日、笠倉出版社）
- おもちゃ MAX 4時間　（2004年4月30日、イエローボックス）
- HIGH SCHOOL FUCK スク水セレクション（2004年7月8日、アイデアポケット）…他出演:風間ゆず、横山奈津子、加山由衣、畑中麗奈、みずなあんり 他
- 淫行 ～幼すぎたカラダ～　（2005年1月28日、デジタルドリーム）
- 人妻物語 アナタと15人のエロ妻4時間　（2006年2月17日、メディアバンク）
- 近親相姦列伝 四時間 【五】　（2006年3月25日、ドリームステージ）

発売日不明
- しぼりたてかけて! ぶっかけザーメン&中出し　（マジカルバナナ）
- Lusty もっとみだらに…　（マジカルバナナ）
- ロリロリ体操クラブ　（リアルゾーン）
- ロリロリフェイスクラブ 28　（リアルゾーン）…オムニバス作品
- ロリロリフェイスクラブ 31　（リアルゾーン）
- ロリロリフェイスクラブ 32　（リアルゾーン）
- ロリロリおしりクラブ 10　（RABBIT）
- つぼみ ラブ・チャイルド 4　（Can do）
- Mint Clｕｂ 可憐な美少女　（Can do）
- 拘束　Vol.9　（ユープランニング）
- 限界　（トランスコーポレーション）
- ユープランニングスポスポシリーズ 第44弾 花苗ちゃん　（ユープランニング）
- Sweet Lesson 5 かなえ　（ももねこ）
- 少女態 VOL.1　（スリーホール）
- 若妻の匂い 36　（エイチエス映像）
- 続・おもらし　（ギガ）
- スペルマ遊戯3 鬼っ娘プリンセス　（ZERO-ONE）

　他多数出演